# Henri Fruchaud
Henri Fruchaud (Angers, 16 juillet 1894 - Brunoy, 11 août 1960) est un militaire français, Compagnon de la Libération par décret du 16 octobre 1945. Étudiant en médecine au début de la Première Guerre mondiale, il s'illustre durant celle-ci en servant dans les services médicaux lors des plus grandes batailles du conflit. Il termine ses études pendant l'entre-deux-guerres et s'oriente vers la chirurgie. Entendant l'appel du général de Gaulle au début de la Seconde Guerre mondiale, il s'engage dans les forces françaises libres et participe avec celles-ci aux campagnes d'Afrique et du Moyen-Orient. Il continue d'exercer quelque temps au Levant après la guerre avant de revenir en France peu de temps avant sa mort en 1960.

## Biographie

### Enfance et scolarité
Né le 16 juillet 1894 à Angers où il effectue ses études secondaires, le jeune Henri Fruchaud décide ensuite de suivre les traces de son père médecin. En 1913, il passe avec succès le concours de l'externat des hôpitaux de Paris. Cependant, il est appelé sous les drapeaux en novembre et, la Première Guerre mondiale éclatant pendant son service militaire, il doit suspendre ses études.

### Première Guerre mondiale et entre-deux-guerres
Henri Fruchaud parvient tout de même à rester dans le milieu médical en étant engagé comme caporal brancardier au 90e régiment d'infanterie. Il participe avec son unité aux batailles de la Marne, d'Ypres, de l'Artois, de Champagne, de Verdun et de la Somme. Se distinguant en toutes occasions, il est cité à plusieurs reprises et est décoré de la Légion d'honneur, de la médaille militaire et de la croix de guerre 1914-1918. Devenu médecin-auxiliaire avec le grade d'adjudant-chef, il termine la guerre dans les rangs de la 18e division d'infanterie. Il reprend ses études de médecine après avoir été démobilisé en août 1919. Après avoir passé son internat aux hôpitaux de Paris, il retourne dans sa région natale et exerce comme chirurgien à la clinique Saint-Léonard d'Angers puis à l'hôpital de Châteaubriant en Loire-Atlantique. En 1937, il revient à Angers pour professeur titulaire de clinique chirurgicale à l'école de médecine.

### Seconde Guerre mondiale

#### Engagement dans la France Libre
Mobilisé en tant que médecin-capitaine en septembre 1939, Henri Fruchaud ne part cependant pas au front et est affecté à l'hospice mixte d'Angers. En 1940, refusant la défaite et sensible à la cause du général de Gaulle, il décide de rejoindre Londres et embarque à Saint-Jean-de-Luz à la fin du mois de juin en direction de l'Angleterre. Mis à la tête du service de santé des forces françaises libres, il met en place une ambulance chirurgicale légère destinée à être placée en soutien du corps expéditionnaire projeté en Afrique de l'Ouest au mois de septembre. Embarqué sur le Westernland, il participe donc à la bataille de Dakar puis à la campagne du Gabon. Il est ensuite projeté à l'est où en février et mars 1941, il prend part à la campagne d'Érythrée.

#### L'ambulance Hadfield-Spears
Remarqué pour ses talents de chirurgien en situation critique, il est choisi pour prendre la tête de l'ambulance Hadfield-Spears qui doit rejoindre l'Abyssinie en provenance de Londres. Cependant, débarquée à Port-Saïd, cette unité apprend que les plans ont changé et est déroutée vers la Palestine. C'est finalement à Sarafand au Liban que Fruchaud rejoint son nouveau poste. Déplacé à Deraa puis Damas, lui et son unité traitent un grand nombre de blessés issus des combats entre les hommes de la France Libre et les Français restés fidèles au régime de Vichy avant que ces deux camps ne signent un armistice le 14 juillet 1941 à Saint-Jean d'Acre. L'ambulance s'installe alors à Beyrouth pour plusieurs mois et tient lieu d'hôpital de garnison. Henri Fruchaud tire profit de cette période d'accalmie pour mettre au point un poste chirurgical mobile consistant en deux camions pouvant être assemblés entre eux et projetés en avant du dispositif principal de l'ambulance.
En décembre 1941, après avoir été promu médecin-lieutenant-colonel, il rejoint la Libye à la tête de son unité. La base principale de celle-ci étant installée à Tobrouk, Fruchaud quant à lui met sur pied son poste chirurgical sur la position de Bir-Hakeim où il se trouve en mai 1942. Traitant un certain nombre de blessés venant des combats alentour, il doit être relevé le 23 mai mais son remplaçant étant retardé et les Allemands attaquant la position le 26 mai, il se retrouve engagé au milieu de la bataille de Bir Hakeim,. Devant opérer les blessés dans des conditions épouvantables sous les bombardements ennemis, Henri Fruchaud reste sur place malgré l'arrivée de la relève le 30 mai. Fruchaud et son équipe parviennent finalement à évacuer les lieux le 10 juin.

#### Fin de la guerre
Après les combats de Bir Hakeim, il est appelé à devenir chirurgien-consultant des forces françaises libres et quitte l'ambulance Hadfield-Spears pour être affecté à l'hôpital militaire de Damas. En septembre 1943, il accompagne le corps expéditionnaire français lors de la campagne d'Italie en tant que médecin-chef de la formation chirurgicale mobile no 2 spécialement créée pour l'occasion. Il y opère jusqu'en mars 1944 avant de retourner au Moyen-Orient où il devient médecin-chef de l'hôpital Saint-Louis à Alep en Syrie.

### Après-guerre
Après la guerre, il choisit de rester en Syrie où il continue d'exercer à l'hôpital d'Alep et dans tout le pays jusqu'en 1957. Cependant, les conditions de sécurité difficiles consécutives à la naissance de l'État d'Israël et son état de santé déclinant, il décide finalement de rentrer en France et exerce quelques mois à l'hôpital de Poitiers en 1959,. En 1960, il est victime en plein travail d'une hémorragie cérébrale. Devenu hémiplégique, il se retire à Brunoy, dans l'Essonne où il meurt le 11 août 1960 des suites de son accident vasculaire,. Il est inhumé à Trémentines dans son département natal.

## Décorations
|  |  |  |  |  |  |
|  |  |  |  |  |  |
|  |  |  |  |  |  |

| Commandeur de la Légion d'honneur                               | Commandeur de la Légion d'honneur | Compagnon de la Libération | Compagnon de la Libération | Médaille militaire                                    | Médaille militaire                                    |
| Croix de Guerre 1914-1918                                       | Croix de Guerre 1914-1918         | Croix de Guerre 1939-1945  | Croix de Guerre 1939-1945  | Médaille coloniale Avec agrafes "Érythrée" et "Libye" | Médaille coloniale Avec agrafes "Érythrée" et "Libye" |
| Ordre impérial et militaire de Saint-Georges 4e classe (Russie) |                                   |                            |                            |                                                       |                                                       |

## Publications
Chirurgien réputé aussi bien dans le cadre de ses activités civiles que dans ses expériences militaires, Henri Fruchaud a publié tout au long de sa carrière un certain nombre d'ouvrages traitant de la chirurgie,.

### Ouvrages
- La tradition chirurgicale, Angers, Éditions de l'Ouest, 1931.
- Chirurgie de la tuberculose pulmonaire : Indications, techniques et résultats, Paris, Saint-Amand, 1935.
- Éloge de l'esprit chirurgical, Angers, Éditions de l'Ouest, 1938.
- Traitement médico-chirurgical des pleurésie purulentes tuberculeuses, Paris, G. Doin, 1939.
- Forces françaises combattantes : Chirurgie de guerre, Beyrouth, Les lettres françaises, 1943.
- Anatomie chirurgicale des hernies de l'aine, Paris, G. Doin, 1956.
- Chirurgie de l'étage supérieur de l'abdomen, Paris, G. Doin, 1960.

## Hommages
- Une rue d'Angers a été baptisée en son honneur[12].
- La promotion 2018 de l’École de santé des armées porte son nom[13].